# Pimenta ferruginea
Pimenta ferruginea är en myrtenväxtart som först beskrevs av August Heinrich Rudolf Grisebach, och fick sitt nu gällande namn av Karl Ewald Maximilian Burret. Pimenta ferruginea ingår i släktet Pimenta och familjen myrtenväxter. IUCN kategoriserar arten globalt som starkt hotad. Inga underarter finns listade i Catalogue of Life.